# 1729 en musique classique
| \| • Retour à la chronologie générale de la musique classique • \| |
| Grèce • Rome • Haut Moyen Âge • VIIIe siècle • IXe siècle • Xe siècle • XIe siècle XIIe siècle • XIIIe siècle • XIVe siècle • XVe siècle • XVIe siècle • XVIIe siècle XVIIIe siècle • XIXe siècle • XXe siècle • XXIe siècle |
| • Retour à la chronologie générale de la musique classique • |

| Années en musique classique : 1726 - 1727 - 1728 - 1729 - 1730 - 1731 - 1732    |
| Décennies en musique classique : 1690 - 1700 - 1710 - 1720 - 1730 - 1740 - 1750 |

## Événements
- 15 avril : Jean-Sébastien Bach présente la Passion selon saint Matthieu.
- 25 novembre : première représentation de La contesa dei numi, opera seria de Leonardo Vinci.
- 2 décembre : Lotario, opéra de Georg Friedrich Haendel, créé au King's Theatre à Londres.
- Publication des grands motets de Michel-Richard de Lalande par François Colin de Blamont.
- Les Amours des déesses, ballet héroïque de Jean-Baptiste-Maurice Quinault donné à l'Académie royale de musique.
- Hurlothrumbo, spectacle loufoque anglais du maître à danser Samuel Johnson
- Jean-Sébastien Bach compose les cantates : 
  - Geschwinde, ihr wirbelnden Winde,
  - Herr Gott, Beherrscher aller Dinge,
  - Ich lebe, mein Herze, zu deinem Ergötzen,
  - Ich liebe den Höchsten von ganzem Gemüte,
  - Ich steh mit einem Fuß im Grabe,
  - Klagt, Kinder, klagt es aller Welt,
  - Non sa che sia dolore,
  - O angenehme Melodei,
  - Sehet, wir gehn hinauf gen Jerusalem

## Naissances

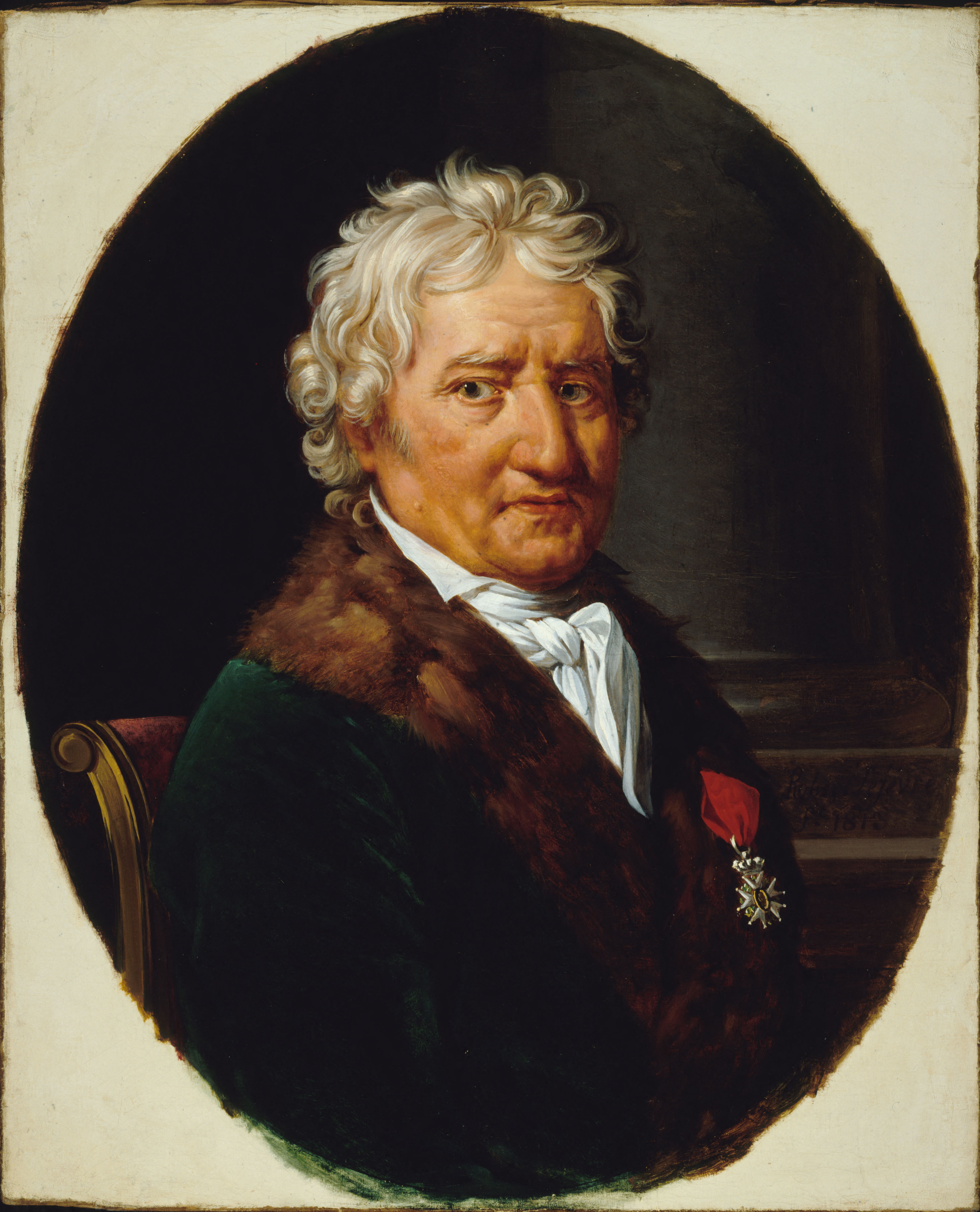
Pierre-Alexandre Monsigny

- 3 mai : Florian Leopold Gassman, compositeur autrichien († 21 janvier 1774).
- 9 mai : Denis Ballière de Laisement, compositeur et théoricien († 8 novembre 1800).
- 16 septembre : François Chatillon, acteur et chanteur français († 5 août 1802).
- 1er octobre : Anton Cajetan Adlgasser, organiste et compositeur allemand  († 23 décembre 1777).
- 16 octobre : Pierre Van Maldere, compositeur belge († 1er novembre 1768).
- 17 octobre : Pierre-Alexandre Monsigny, compositeur  français († 14 janvier 1817).
- 1er décembre : Giuseppe Sarti, compositeur italien († 28 juillet 1802).
- 3 décembre : Antonio Soler, compositeur espagnol († 20 décembre 1783).
- 20 décembre : František Xaver Pokorný, compositeur et violoniste tchèque († 2 juillet 1794).

## Décès

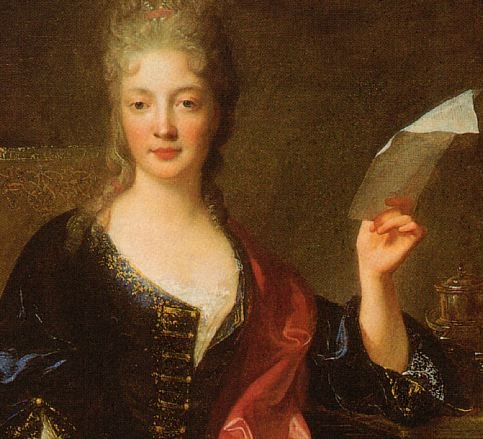
Élisabeth Jacquet de La Guerre

- 12 avril : Louis Pécour, compositeur, danseur et chorégraphe français (° 10 août 1653)
- 27 juin : Élisabeth Jacquet de La Guerre, musicienne et claveciniste française (° 17 mars 1665).
- 16 juillet : Johann David Heinichen, compositeur et théoricien allemand (° 17 avril 1683).
- 31 juillet : Nicola Francesco Haym, violoncelliste, librettiste, compositeur d'opéra, gestionnaire de théâtre et numismate (° 6 juillet 1678).
- 17 septembre : Giovanni Antonio Guido, violoniste et compositeur italien.

Date indéterminée
- Pieter Bustijn, musicien, organiste et carillonneur néerlandais (° 1649).
- Jean-Baptiste Gouffet, organiste et compositeur français (° 1669).
- Attilio Ariosti, compositeur italien (° 5 novembre 1666).

Après 1729 :
- Filippo Amadei, violoniste, violoncelliste et compositeur italien (° vers 1675).